# 619. grenadirski polk (Wehrmacht)
619. grenadirski polk (izvirno nemško 619. Grenadier-Regiment; kratica 619. GR) je bil pehotni polk Heera v času druge svetovne vojne.

## Zgodovina
Polk je bil ustanovljen 15. oktobra 1942. 16. februarja 1943 je bil polk razpuščen.